# Сиверсы
Сиверс (von Sievers; von Sivers) — графский и дворянский род, происходящий из Дании, в конце XVII века переселившийся в Швецию и затем в Прибалтийский край. В истории России имя баронов Сиверсов появилось в 1704 году.

## Описание гербов

#### Герб Сиверсов 1785 г.
В Гербовнике Анисима Титовича Князева 1785 года имеется изображение печати с гербом генерал-поручика  Якова Ефимовича Сиверса: по середине серебряного поля щита, проходит широкая, горизонтальная, синяя полоса, на коей три золотые шестиконечные звезды. Над полосой три коричневых шара, а под полосой коричневая многолучевая звезда. Щит увенчан дворянским шлемом, без шейного клейнода (корона отсутствует). Нашлемник: два орлиных крыла, между которыми находится два шара, а над ними шестиконечная звезда. Щитодержатель: с левой стороны восстающий лев с высунутым языком и поднятым хвостом, мордой обращенный влево, одной задней лапой стоящей на постаменте, а другой на фигурной виньетке, которая оплетает щит. Цветовая гамма намёта не определена. Вокруг щита орденская лента с орденским крестом.

#### Герб. Часть VII. № 4.
В щите, разделённом на четыре части, посредине находится малый щиток, имеющий в правом голубом поле золотую шестиугольную звезду, а в левом красном поле половину серебряной лилии. В первой части большого щита в зелёном поле видно по серебряной реке горизонтально плывущее судно. Во второй части в голубом поле диагонально означена серебряная полоса с тремя на ней красными шарами и крестообразно положенными двумя золотыми Маршальскими жезлами. В третьей части в серебряном поле в таком же виде протянута голубая полоса с тремя на ней золотыми шестиугольными звездами, и по сторонам оной четыре красные шара, три вверху и один внизу. В четвёртой части в золотом поле находится голубой лев.
На щите, увенчанном Графскою короною, поставлены три шлема, из коих средний с Графскою, а крайние с дворянскими коронами, на поверхности которых изображены на первой с правой стороны голубой лев, держащий крестообразно два Маршальские жезла, на средней Всероссийский Императорский чёрный двуглавый орел коронованный, а на последней короне два распростертые крыла, составленных из красного и голубого цвета, и между ними серебряная лилия с золотою над ней звездою к двумя по сторонам её красными шарами. Щит держат два голубые льва. Намёт на щите голубого и красного цвета, подложенный золотом и серебром.

#### Сиверсы в Прибалтийском гербовнике
Высочайше пожалованный герб дворян Сиверсов в гербовнике отсутствует. В Прибалтийском гербовнике имеется описание герба: в серебряном поле голубой пояс, обременённый тремя золотыми шестиконечными звёздами и сопровождаемый четырьмя красными монетами (три и одна). Щит покрыт шлемом, увенчанным дворянской короной. В нашлемнике золотая шестиконечная звезда, сопровождаемая снизу двумя красными монетами между двух орлиных крыльев, пересечённых голубым и красным в шахматы. Намёт пересечён голубым с золотом и красным с серебром в шахматы.

## Известные представители фамилий
дворянский род Сиверс, происходивший от Христиана Сиверса. Этот род Сиверсов внесён в дворянский матрикул Лифляндской и Эстляндской губерний.
- Христиан Петр фон Сиверс (1671–1726) — майор шведской службы. Во время осады Нарвы в 1704 году попал в русский плен.
  - Карл Отто фон Сиверс (?—1765) 
    - Ефим Карлович фон Сиверс (05.09.1754, Кёнигсгоф – 1798) — капитан 1-го ранга (09.02.1793).

  - Иоахим Христианович фон Сиверс (06.04.1719, Москва — 29.12.1778, Ревель), бригадир (1.06.1758) русской службы, генерал-майор (с 1.01.1759), генерал-поручик (с 3.03.1763), генерал-лейтенант (1768), вице-губернатор Ревельской губернии (1773-29.12.1778), комендант Ревеля (1775).

- Иоахим Иоганн фон Сиверс (von Sievers; 1677–10.05.1753) — морской офицер (сначала капитан шведского флота, затем — российского военного флота; в 1725 году получил российское дворянство. 
  - Ефим Ефимович фон Сиверс (28.01.1699, Поддес – 8.03.1770, Санкт-Петербург) — статский советник, управляющий имениями барона Якоба Иоганна фон Тизенгаузена[3].
    - Яков Ефимович фон Сиверс (1731—1808) — русский государственный деятель, новгородский губернатор, чрезвычайный посол в Польше, сенатор, действительный тайный советник.Граф с 8 апреля 1798 года; так как он не имел мужского потомства, то титул этот одновременно был дан и двум его братьям Карлу-Эбергарду и Петру-Христиану с выдачей жалованной грамоты на титул с гербом 18 октября 1802 года.
    - граф (с 8.04.1798) Карл Ефимович (Карл Эбергард) фон Сиверс (21.06.1745, Бауенгоф — 21.05.1821, Альт-Оттенгоф, Венден) — майор, надворный советник (1798).
      - Карл Карлович фон Сиверс (1772—1856) — российский командир эпохи наполеоновских войн, генерал от кавалерии.
        - Эммануил Карлович фон Сиверс (1817—1909) — сенатор и обер-гофмейстер Высочайшего двора, действительный тайный советник.
        - Яков Карлович фон Сиверс (1818—1865) — артиллерии полковник, Опочецкий предводитель дворянства.
        - Александр Карлович фон Сиверс (1823—1887) — глава ряда губерний Российской империи, тайный советник, камергер.

      - Яков Карлович фон Сиверс (1773—1810) — генерал-майор, герой сражения при Прейсиш-Эйлау, павший при штурме Рущука.
      - Егор Карлович фон Сиверс (1779—1827) — русский генерал-лейтенант эпохи наполеоновских войн.
        - Николай Егорович фон Сиверс (1826—1910) — предводитель дворянства Ямбургского уезда Петербургской губернии, тайный советник (14.04.1902), гофмейстер Высочайшего Двора (1902), камергер.

    - граф (с 8.04.1798) Пётр Ефимович (Петр Христиан) фон Сиверс (20.10.1754, Буртнек — 28.01.1827, Венден) — секунд-майор (28.06.1771), надворный советник (1798).
      - Егор Петрович фон Сиверс (1785—1824) — коллежский советник
        - Евгений Егорович фон Сиверс (1818—1891) — генерал от инфантерии, член Главного военного суда, член Военного совета, президент Санкт-Петербургской евангелическо-лютеранской консистории.

      - Карл Петрович фон Сиверс (21.08.1795, Вильсенгоф — 12.07.1873, Берлин)[4]
        - Карл (Шарлот) Александр Пауль (10.03.1825, Касти — 13.12.1891, Грац) — генерал-лейтенант (с 30.08.1882).

  - Карл Ефимович фон Сиверс (1710—1774) — обер-гофмаршал, генерал-поручик, барон (с 26.05.1745), граф (с 15.02.1760).
  - Готлиб Иоахим Христиан фон Сиверс (20.05.1737, Кивидепах — 1810 или 1811) — полковник.
    - Иван Христианович фон Сиверс (1774—1843) — российский командир эпохи наполеоновских войн, генерал-лейтенант.
      - Александр Иванович Сиверс фон Сиверс (1798—1840) — генерал-майор, начальник тульского оружейного завода.
        - Михаил Александрович фон Сиверс (1834—1915) — генерал от от артиллерии (с 09.04.1900).
          - Александр Михайлович фон Сиверс (1868—после 1931) — генерал от артиллерии, герой Первой мировой войны.

        - Александр Александрович фон Сиверс (1835—1902) —  управляющий Нижегородским, затем — Киевским удельным округом, тайный советник.
          - Александр Александрович фон Сиверс (1866—1954) — русский нумизмат, генеалог, действительный статский советник, камергер.
            - Аксакова-Сиверс, Татьяна Александровна (1892—1981) — русская мемуаристка.

дворянский род Сиверс, происходивший из Голштинии и переселившийся в Россию при Петре I. Этот род внесён в матрикул лифляндского дворянства.
- Пётр Иванович фон Сиверс (von Sivers; 1674—1740) — русский адмирал.
  - Фридрих Вильгельм фон Сиверс (26.05.1716, Ревель — 3.01.1781, Эйсекулль) — майор русской службы.
    - Карл Эберхард фон Сиверс (1.08.1747—17.01.1806) — лейтенант французской, затем польской службы; подполковник.
      - Фридрих Карл фон Сиверс (17.11.1776—30.07.1850) — коллежский советник.
        - Егор Сиверс (1812—1833) — юнкер лейб-гвардии Уланского полка и сотоварищ Михаила Лермонтова по учёбе в Школе гвардейских подпрапорщиков и кавалерийских юнкеров; считается, что лермонтовское стихотворение «В рядах стояли безмолвной толпой,//Когда хоронили мы друга…» — отклик на смерть однокашника.
        - Яков Фёдорович фон Сиверс (1813—1882) — генерал-лейтенант.
          - Владимир Яковлевич фон Сиверс (1855—1931) — дипломат, консул в Йокогаме (1902), шталмейстер (1910).
          - Мария Яковлевна фон Сиверс (1867—1948) — ближайшая соратница и вторая жена  философа-антропософа Рудольфа Штейнера.
          - Яков Яковлевич фон Сиверс (1869—1931) — генерал-майор русской императорской армии, герой Первой мировой войны; служил в РККА.

        -  Фридрих Фёдорович фон Сиверс (1815—1892) — контр-адмирал.
        - Карл Фёдорович фон Сиверс (1821—1891) — генерал-лейтенант пограничной стражи.
        - Борис Фёдорович фон Сиверс (1824—1896) — генерал-майор (с 17.04.1875), управляющий Яновским государственным конским заводом (до 1881).

      - Владимир Карлович фон Сиверс (1789—1862) — генерал от кавалерии, герой русско-турецкой войны 1828−1829 гг.
        - Фердинанд Людвиг Вильгельм фон Сиверс (30.09.1791 — 1830 или 1831) — генерал-майор или генерал-лейтенант артиллерии[5][6].
          - Людвиг Фердинанд
            - Фаддей Васильевич фон Сиверс (1853—1915) — генерал от инфантерии.

    - Фёдор Фёдорович фон Сиверс (1748—1823) — генерал-майор, сенатор, тайный советник, Курляндский гражданский губернатор.
    - Пётр Фёдорович фон Сиверс (13.05.1760—09.04.1835) — лифляндский ландрат[7].
      - Егор Петрович фон Сиверс (1823—1879) — профессор Рижского политехникума, поэт.

    - Август Фридрих фон Сиверс (29.07.1766, Эйсекулль — 04.07.1823, Рига).
      - Фридрих фон Сиверс (16.08.1792 — 14.03.1869) — подпоручик, лифляндский ландрат.
        - Август Петр Александр фон Сиверс (03.09.1825 — 11.06.1876) — лифляндский ландрат.
          - Фридрих Максимилиан фон Сиверс (1857—1919) — лифляндский ландрат, уполномоченный по его переговорам с правительством Германии после революции 1905 года в Российской империи[8][9].